# Eduardo Lafon
José Eduardo Lafon (Tupã, 18 de outubro de 1948 — São Paulo, 27 de setembro de 2000) foi um cineasta e diretor de programas de TVs brasileiro.
Trabalhou em quase todas as redes de TV abertas do país, como Bandeirantes (mantendo por 19 anos), Globo, Gazeta Record e SBT.
Foi responsável pela criação e direção de programas de TV de grande audiência.

## Biografia
Eduardo Lafon nasceu em Tupã, interior do estado de São Paulo, em 1948. Mudou para cidade de São Paulo, onde passou a estudar cinema na faculdade. Após concluir os estudos, Lafon começou a carreira na televisão, inicialmente em fotonovelas, na década de 60.
Em seguida, começou trabalhar na TV Bandeirantes São Paulo, antes mesmo de se tornar rede nacional, mantendo por 19 anos.
Na década de 80, trabalhou na Globo e TV Gazeta até 1993, quando foi contratado pela Record, que se tornou rede nacional em 1990.[carece de fontes?]
Após ser contratado pela Record, foi responsável pela mudança de perfil do canal após a compra por Edir Macedo e ganho de primeiras afiliadas (1993 a 1998), dando projeção nacional a nomes como Ana Maria Braga e Carlos Massa, o Ratinho.
Lafon se tornou amigo pessoal do então repórter e futuro apresentador do 190 Urgente, Carlos Massa, o Ratinho, nas constantes visitas a CNT Curitiba e foi o responsável pela descoberta dele. Apostando no talento do apresentador, convenceu dirigentes da Record a contratarem-o em 1997 com imediato sucesso, tornando-se uns dos mais influentes dirigentes de emissoras de TV na década de 90.
Logo após a contratação de Ratinho pelo SBT, Silvio Santos também demonstrou interesse em trazer Lafon à emissora. Deixou a Record no final de outubro de 1998 e foi contratado pelo SBT para ocupar o cargo de superintendente da emissora, assumindo em 3 de novembro do mesmo ano.

## Morte
Em meados de 1998, sentiu dores no fígado e passou a se tratar em hospitais em São Paulo. Em janeiro de 1999, em uns dos tratamentos, foi descoberto que tinha câncer nos rins. que começava a se manifestar no final de 1998.
Desde então, fez vários tratamentos no Brasil e nos Estados Unidos. No decorrer dos tratamentos de 1999 a 2000, o câncer atingiu em várias partes dos órgãos, incluindo estômago e os pulmões e não tinha chances de sobreviver.
Mesmo doente e diagnóstico negativo, o superintendente artístico não se afastou de suas atividades no SBT, atuando como responsável por toda a programação artística.
No entanto, foi internado em setembro no hospital Albert Einstein. Morreu uma semana depois, na madrugada do dia 27 de setembro de 2000 aos 53 anos, vitima de câncer no estomago que se espalhou em órgãos.
O corpo de Lafon foi velado no hospital Albert Einstein e enterrado no cemitério de Congonhas, às 15h.
Umas das últimas aparições em público aconteceu no show dos Três Tenores, no dia 22 de julho e da produção do Teleton, que arrecada fundos para a AACD em setembro, e tinha planos de voltar a trabalhar no final de setembro.

## Vida pessoal
Eduardo Lafon tinha três filhos do primeiro casamento com Angela. Lafon casou-se pela segunda vez, mas não teve filhos após novo casamento.